# Mexikanisches Langohr-Mausohr
Für eine Fledermaus mit ähnlichem Namen, siehe Mexikanisches Langohr (Corynorhinus mexicanus).

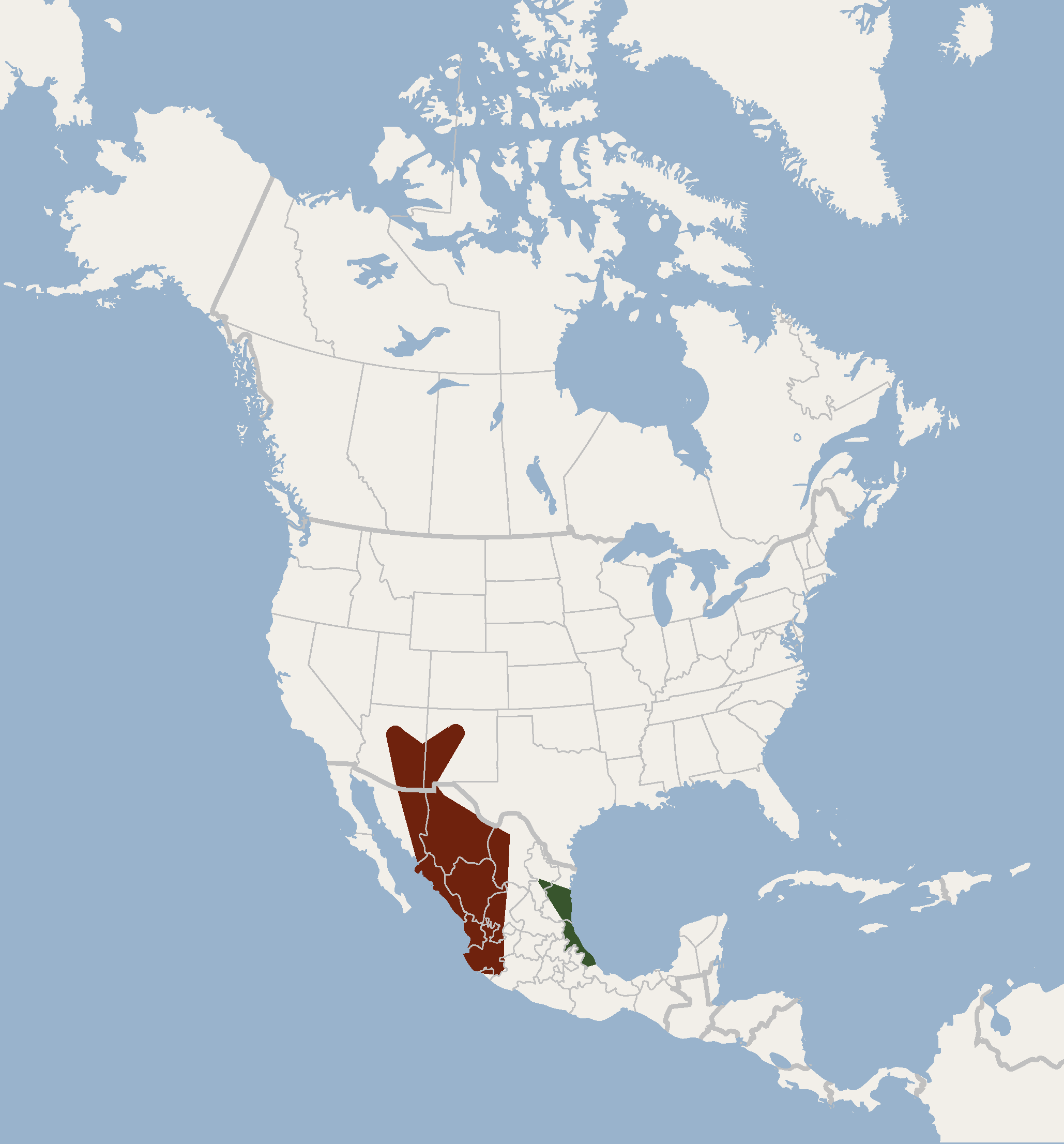
Verbreitungsgebiete der beiden Unterarten, ohne kleine disjunkte Populationen

Das Mexikanische Langohr-Mausohr (Myotis auriculus) ist ein im südlichen Nordamerika und nördlichen Mittelamerika verbreitetes Fledertier in der Gattung der Mausohren. Die Populationen galten bis ins späte 20. Jahrhundert als Unterarten des Nördlichen Langohr-Mausohrs (Myotis evotis). Der Artzusatz im wissenschaftlichen Namen bezieht sich auf die langen Ohren. Die Unterart Myotis auriculus apache ist nach dem Kultur- und Naturraum der Apachen benannt.

## Merkmale
Dieses mittelgroße Mausohr ist mit Schwanz 86 bis 97 mm lang, die Schwanzlänge beträgt 39 bis 45 mm und die Unterarme sind 37 bis 40 mm lang. Die Art hat 8 bis 10 mm lange Hinterfüße und 18 bis 20 mm lange Ohren, was sie von den meisten anderen nordamerikanischen Mausohren unterscheidet. Im Gegensatz zu südlichen Unterarten des Nördlichen Langohr-Mausohrs (M. e. milleri) ist der Schädel mehr abgeflacht und ein Scheitelkamm vorhanden. Diese Art hat verglichen mit der Nordamerikanischen Fransenfledermaus (Myotis thysanodes) und der Nominatform des Nördlichen Langohr-Mausohrs keinen deutlichen Haarsaum an der Schwanzflughaut. Abweichend von letzterer sind die Ohren braun anstatt schwarz.
Oberseits sind die mittelbraunen Haare an der Wurzel dunkler und die Unterseite ist mit gelbbraunem Fell bedeckt. Auch die Flughäute besitzen eine braune Färbung und die Unterart im Osten Mexikos ist etwas dunkler. Der diploide Chromosomensatz besteht aus 44 Chromosomen (2n=44).

## Verbreitung
Eine Population im östlichen Mexiko in den Bundesstaaten Nuevo León, Tamaulipas und Veracruz wird gewöhnlich als Nominatform Myotis auriculus auriculus gelistet. Die Unterart Myotis auriculus apache kommt von den US-amerikanischen Bundesstaaten Arizona und New Mexico bis nach Jalisco in Mexiko vor. Im Bundesstaat Coahuila lebt eine kleinere disjunkte Population. Zusätzlich ist ein Einzelfund aus Guatemala dokumentiert. Diese Fledermaus lebt im Hügel- und Bergland zwischen 350 und 2200 Meter Höhe. Das Habitat variiert zwischen feuchten Wäldern mit Eichen und Kiefern, Strauchflächen, trockenen Wäldern und Baumgruppen mit der Gelb-Kiefer. Vermutlich finden jahreszeitliche Wanderungen statt.

## Lebensweise
Das nachtaktive Mexikanische Langohr-Mausohr ruht am Tage in Höhlen, Gebäuden und Bergwerken. Die Tiere beginnen ihre Jagt ein bis zwei Stunden nach der Dämmerung und können später in der Nacht erneut auf Beutefang gehen. Sie pflücken meist Motten mit einer Spannweite von 30 bis 40 mm von Bäumen und Mauern. Ein Exemplar erreichte über eine Strecke von 31 Metern einer Fluggeschwindigkeit von fast 13 km/h. Verglichen mit anderen Mausohren ist der Ruf zur Echoortung kurz und leise. Die Frequenz steigt dabei und stärkste Intensität wird bei 60 kHz erreicht. Im nördlichen Teil des Verbreitungsgebiets erfolgt die Geburt des einzelnen Jungtiers im Juni oder Juli. Die meisten Individuen leben mindestens drei Jahre.

## Gefährdung
In Mexiko und den Vereinigten Staaten liegen keine Bedrohungen vor. Die IUCN listet die Art als nicht gefährdet (least concern).